# Budova Fakulty architektury Slovenské technické univerzity
Budova Fakulty architektury Slovenské technické univerzity je objekt Fakulty architektury STU a národní kulturní památka Slovenské republiky vedena pod identifikačním číslem 101-829 / 0, která se nachází na Náměstí svobody č. 19 v Bratislavě. Svým charakterem a komplexním řešením lze tuto budovu považovat za jedno z vrcholných děl architekta Emila Belluše. Přesvědčuje nás o tom její architektonický a prostorový koncept, celkové technické vybavení, řešení detailů a použita škála materiálů a jejich vysoké technické a řemeslné zvládnutí.

## Historie stavby
Už v letech 1947–1949 vytvořil Emil Belluš projekt Pavilonu teoretických ústavů SVŠT pro právě založenou školu. Pavilon byl realizován jako jediný objekt urbanistického konceptu zástavby a umístění fakult STU. Realizace se uskutečnila v letech 1950–1952. Budova byla určena především na výchovu architektů.

## Kompozice budovy
Objekt je symetricky koncipován na celou šířku Náměstí svobody do jeho jihozápadní části. V hmotné skladbě používá při dodržení jednotné výšky hlavní římsy přímo klasicky osvědčené principy akcentu a gradace: střední část je z prostoru podstoupena, výstižněji řečeno stažena od obou křídel do náměstí, jak by si vytvářela v ulici prostor pro hmotově vrstvený konkávní vstup. Toto „vytlačení hmoty“ se projevilo do prostoru náměstí vystoupením plató s monumentálním třídílným schodištěm. Oboustranné vertikální odpíchnutí bočních křídel je zvýrazněno hlubokými lodžiemi. Dominantnost hmoty objektu do náměstí zvýrazňuje nejen třídílný vysoký rád prosklení vestibulu a předsazené monumentální schodiště, ale i umístění státního znaku pod průběžnou pavlač ateliérů pod hlavní římsou a nakonec i délkově redukována vzdušná střešní nástavba, spojující dvě vertikální jádra objektu. křídlo s jednotnou římsou, ale opticky rozdílnou od následných částí objektu, orientované do Kollárová náměstí, výškově velmi dobře koresponduje s okolní zástavbou. Přes prostor tohoto náměstí vzniká velmi dobrý nejen architektonický, ale i vlivy velikosti měřítka dialog s pozdější postavenou chemickou fakultou STU od Vladimíra Karfíka. k banskobystrické ulici se toto křídlo s aulou a s děkanem výškově redukuje na vyvýšenou dvoupodlažní hmotu. Toto řešení velmi dobře zapadá do měřítka zástavby banskobystrické ulice, jakoby se ponořovala do zelených parků Grassalkovičova a Vládního paláce, jakož i vlastního předpolí budovy a Náměstí SNP.

## Dispozice budovy
Osa symetrie stvoř podlažní budovy prochází přes dvojpodlažní foyer v důsledku čehož interiér nabyl důstojnost a vážnost. Koncové části chodeb uzavírají prostory kateder, čímž je zajištěn klid při práci vyučujících a při výzkumné činnosti a do vnitřní, frekventované části budovy je posunut školní ruch. I v tomto díle se projevila autorova snaha a důmyslnost provozu a o psychologicky účinek objektu nejen na posluchače ale i na veřejnost. Důsledně vyřešil problémy životnosti i údržby tak celku tak detailu.

## Konstrukční a materiálové řešení
Objekt má rozmanitou dispozici v půdorysu i po výšce, nosné konstrukce s různým rozpětím a zatížením, čemu v poválečném období nejlépe odpovídal monolitický železobeton. Změna počtu traktů po výšce se řeší pomocí vysokých podélných stěnových nosníků v rámci chodbových stěn. Nad vstupním vestibulem je to jeden středový stěnový nosník působící na výšku jednoho podlaží (výška cca 5,15 m) a na rozpětí cca 20,0 m. Tento nosník přenáší zatížení od tří dvojtraktových podlaží. Nad vstupním vestibulem je kazetový strop. Aula je zabudována na celou šířku budovy, tj. 15,60 m a délku cca 17,0 m. Velkorozponové konstrukce jsou staticky velmi exponované, tím více, že ve stěnách jsou dveřní otvory, které způsobují velké koncentrace napětí. Toto řešení by se i dnes považovalo za progresivní. Problémem železobetonových skeletů se stěnovými konstrukcemi je určité omezení variability a flexibility, protože vytváření komunikačních a instalačních otvorů v staticky exponovaných železobetonových stěnách je obtížné až nemožné.

## Fasáda
Osobitou pozornost vyžadují z hlediska výtvarného cítění autora venkovní keramické obklady. Tento typicky funkcionalistický povrch fasád využívá na tu dobu normální a pro nás během socialismu i dnes téměř nedosažitelnou škálu sortimentu tvarovek - lícovek: od okenních parapetů a ostění až po římsu. V exteriérové části sekunduje dominantnímu keramickému obkladu typicky bellušovský kámen - travertin v soklů a nástavbách venkovních schodišť či teras. Kamenické práce v tomto objektu jsou velmi silnou složkou nejen architektonické invence, ale i tehdejší, řemeslné zručnosti: rozměrná; masivní kamenné stupně, kombinace nejen materiálová, ale i špárorez dlažby vestibulu jsou toho dokladem. Výplně stavebních otvorů jsou další: kapitolou, která si zaslouží pozornost: většinu okenních výplní tvoří šestidílné dřevěná okna komponované do čtverce ve středu s vymezením dvojice velkých otvíravých křídel, ostatní čtyři jsou sklopné lutny. Tyto okna se staly typickými v typových projektech škol.